# Janet Amponsah
Janet Amponsah (Kumasi, 12 aprile 1993) è una velocista ghanese.

## Palmarès
| Anno | Manifestazione                    | Sede           | Evento      | Risultato  | Prestazione | Note |
| ---- | --------------------------------- | -------------- | ----------- | ---------- | ----------- | ---- |
| 2008 | Campionati africani               | Addis Abeba    | 4×400 m     | 5ª         | 3'42"36     |      |
| 2008 | Giochi del Commonwealth giovanili | Pune           | 200 m piani | 4ª         | 24"50       |      |
| 2010 | Campionati africani               | Nairobi        | 4×400 m     | dns        | dns         |      |
| 2010 | Mondiali juniores                 | Moncton        | 200 m piani | Batteria   | 24"86       |      |
| 2010 | Giochi del Commonwealth           | Nuova Delhi    | 100 m piani | Semifinale | 12"03       |      |
| 2010 | Giochi del Commonwealth           | Nuova Delhi    | 200 m piani | Semifinale | 24"44       |      |
| 2010 | Giochi del Commonwealth           | Nuova Delhi    | 4×100 m     | Argento    | 45"24       |      |
| 2011 | Giochi panafricani                | Maputo         | 200 m piani | Semifinale | 24"54       |      |
| 2012 | Campionati africani               | Porto-Novo     | 100 m piani | Argento    | 11"64       |      |
| 2012 | Campionati africani               | Porto-Novo     | 200 m piani | Argento    | 23"49       |      |
| 2012 | Campionati africani               | Porto-Novo     | 4×400 m     | 8ª         | 3'41"46     |      |
| 2012 | Mondiali juniores                 | Barcellona     | 100 m piani | Semifinale | 11"94       |      |
| 2012 | Mondiali juniores                 | Barcellona     | 200 m piani | 5ª         | 23"41       |      |
| 2013 | Mondiali                          | Mosca          | 200 m piani | Batteria   | 24"07       |      |
| 2014 | Giochi del Commonwealth           | Glasgow        | 200 m piani | Semifinale | dq          |      |
| 2014 | Campionati africani               | Marrakech      | 4×100 m     | Bronzo     | 44"06       |      |
| 2014 | Campionati africani               | Marrakech      | 4×400 m     | 4ª         | 3'42"89     |      |
| 2015 | Giochi panafricani                | Brazzaville    | 200 m piani | 4ª         | 23"49       |      |
| 2015 | Giochi panafricani                | Brazzaville    | 4×100 m     | Argento    | 43"72       |      |
| 2016 | Campionati africani               | Durban         | 200 m piani | 5ª         | 23"45       |      |
| 2016 | Campionati africani               | Durban         | 4×100 m     | Argento    | 44"05       |      |
| 2016 | Giochi olimpici                   | Rio de Janeiro | 200 m piani | Batteria   | 23"67       |      |
| 2016 | Giochi olimpici                   | Rio de Janeiro | 4×100 m     | Batteria   | 43"37       |      |
| 2017 | Mondiali                          | Londra         | 200 m piani | Batteria   | 23"77       |      |
| 2017 | Mondiali                          | Londra         | 4×100 m     | Batteria   | 43"68       |      |
| 2018 | Giochi del Commonwealth           | Gold Coast     | 200 m piani | Semifinale | 23"67       |      |
| 2018 | Giochi del Commonwealth           | Gold Coast     | 4×100 m     | 5ª         | 43"64       |      |
| 2018 | Campionati africani               | Asaba          | 100 m piani | Argento    | 11"54       |      |
| 2018 | Campionati africani               | Asaba          | 200 m piani | Bronzo     | 23"38       |      |
| 2021 | World Relays                      | Chorzów        | 4×100 m     | Batteria   | 44"85       |      |